# Valerius Senecio
Valerius Senecio (sein Praenomen ist nicht bekannt) war ein im 2. Jahrhundert n. Chr. lebender Angehöriger des römischen Senatorenstandes.
Durch ein Militärdiplom, das auf den 24/27. November 186 datiert ist, ist belegt, dass Senecio 186 zusammen mit Gaius Sabucius Maior Caecilianus Suffektkonsul war. Laut Werner Eck war er der Vater von Marcus Valerius Senecio, einem Suffektkonsul und Statthalter während der Regierungszeit von Caracalla (211–217). Margaret M. Roxan nimmt an, dass er entweder der Vater oder ein naher Verwandter war.

## Namen der Konsuln
Das Diplom ist nur unvollständig erhalten und an manchen Stellen korrodiert. Vom Erstbeschreiber des Diploms, B. Lifshitz, wurden die Namen der beiden Konsuln als Marcus Flavius Aper und Valerius Senecio gelesen. Roxan liest die Namen an der entsprechende Stelle des Diploms dagegen als BUC MAIORE VALERIO SEN. Die Lesung bei der Epigraphik-Datenbank Clauss-Slaby ist [C(aio) S]abucio Maiore C(aio) Valerio Sen[ecione], während die Epigraphische Datenbank Heidelberg [C(aio) Sa]buc[io] Maiore Apro et Valerio Sen[ecio] angibt.